# Fox (Alaska)
Fox es un lugar designado por el censo ubicado en el borough de Fairbanks North Star en el estado estadounidense de Alaska. En el año 2000 tenía una población de 353 habitantes y una densidad poblacional de 10,03 personas por km².

## Geografía
Fox se encuentra ubicada en las coordenadas 64°57′14″N 147°37′42″O / 64.95389, -147.62833.

## Demografía
Según la Oficina del Censo en 2000 los ingresos medios por hogar en el lugar designado por el censo eran de $51.176, y los ingresos medios por familia eran $64.107. Los hombres tenían unos ingresos medios de $39.297 frente a los $22.273 para las mujeres. La renta per cápita para el lugar designado por el censo era de $22.689. Alrededor del 8,7% de la población estaban por debajo del umbral de pobreza.